# Lévignacq
Lévignacq (okzitanisch: Lo Binhac, auch Aubinhac) ist eine französische Gemeinde mit 345 Einwohnern (Stand: 1. Januar 2022) im Département Landes in der Region Nouvelle-Aquitaine. Sie gehört zum Arrondissement Dax und zum Kanton Côte d’Argent.

## Geographie
Die Gemeinde Lévignacq liegt inmitten der Landes de Gascogne, dem größten Wald Frankreichs, etwa 34 Kilometer nordnordwestlich von Dax am Canal de Contis. Umgeben wird Lévignacq von den Nachbargemeinden Mézos im Norden, Lesperon im Osten und Südosten, Linxe im Süden und Südwesten, Lit-et-Mixe im Westen sowie Uza im Nordwesten.

## Bevölkerungsentwicklung
| Jahr                       | 1962 | 1968 | 1975 | 1982 | 1990 | 1999 | 2006 | 2012 | 2021 |
| -------------------------- | ---- | ---- | ---- | ---- | ---- | ---- | ---- | ---- | ---- |
| Einwohner                  | 413  | 379  | 322  | 336  | 330  | 346  | 357  | 312  | 328  |
| Quellen: Cassini und INSEE |      |      |      |      |      |      |      |      |      |

## Sehenswürdigkeiten
- Kirche Saint-Martin, Monument historique
- Lavoir (ehemaliges öffentliches Waschhaus)

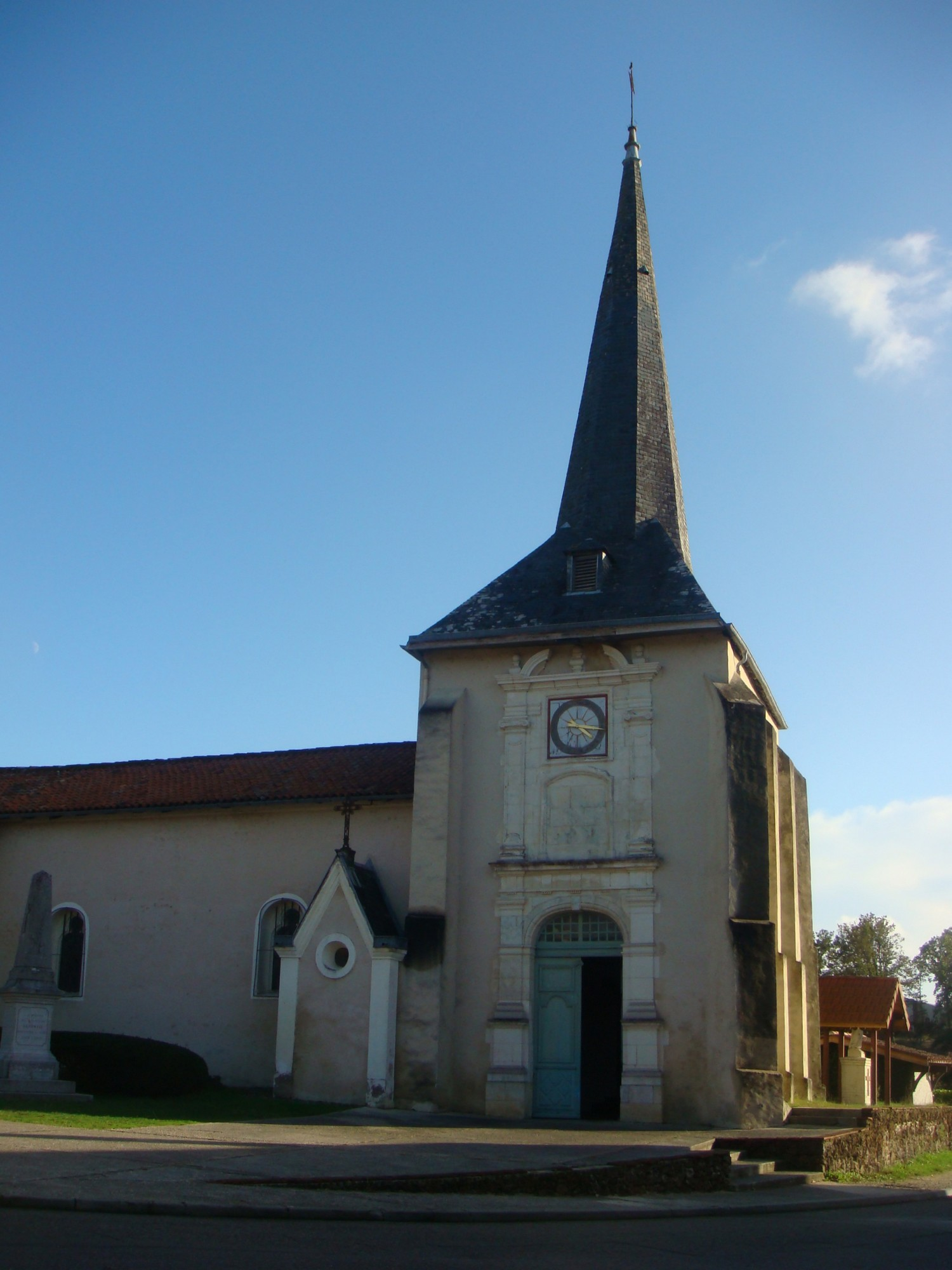
Kirche Saint-Martin
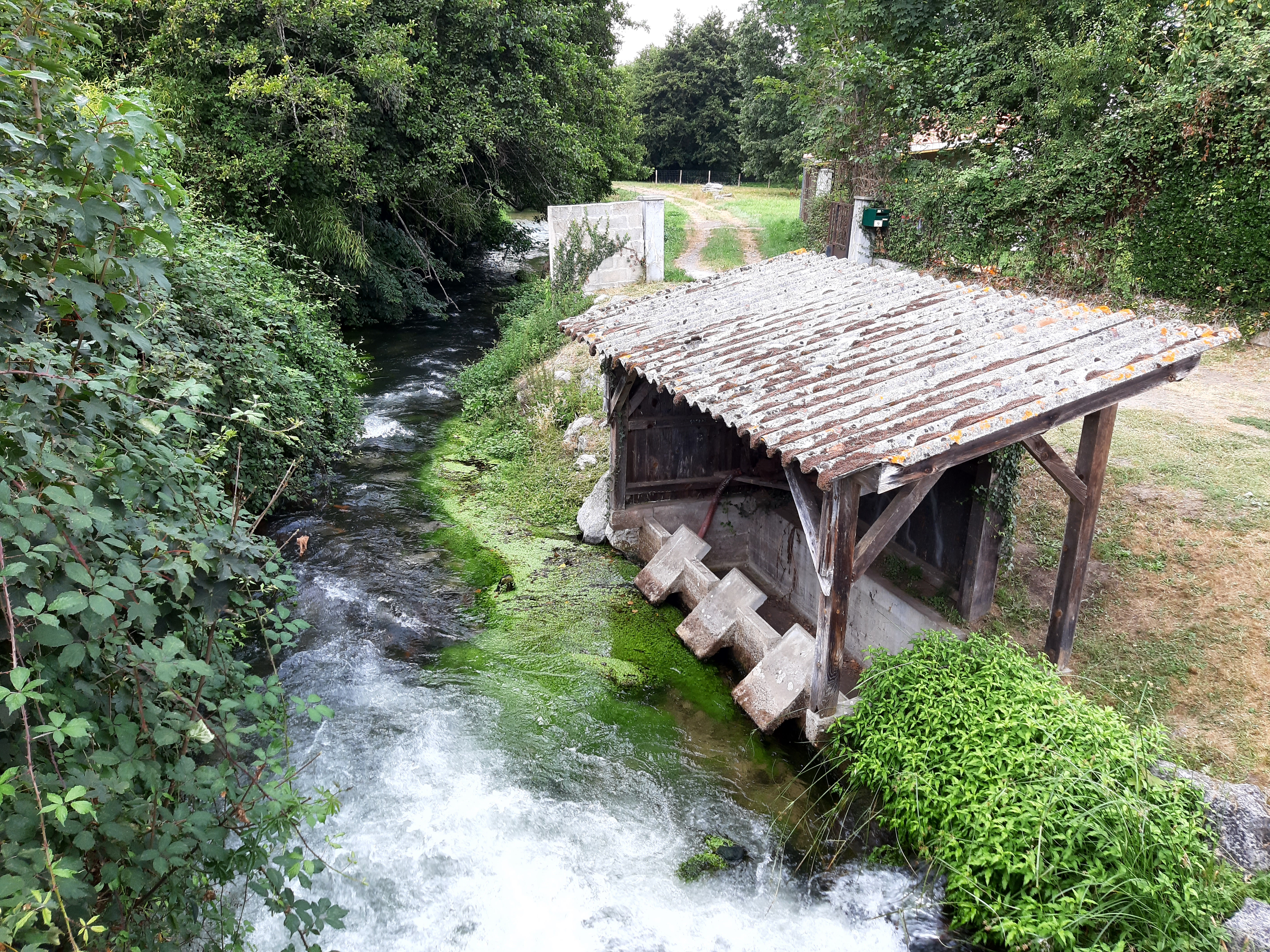
Lavoir